# Alhaurín el Grande
Alhaurín el Grande är en stad och kommun i provinsen Málaga i den autonoma regionen Andalusien i södra Spanien. Staden ligger cirka 25 kilometer sydväst om Málaga. Kommunen har 27 647 invånare (2024), på en yta av 73,10 km².